# Otake Chikuha

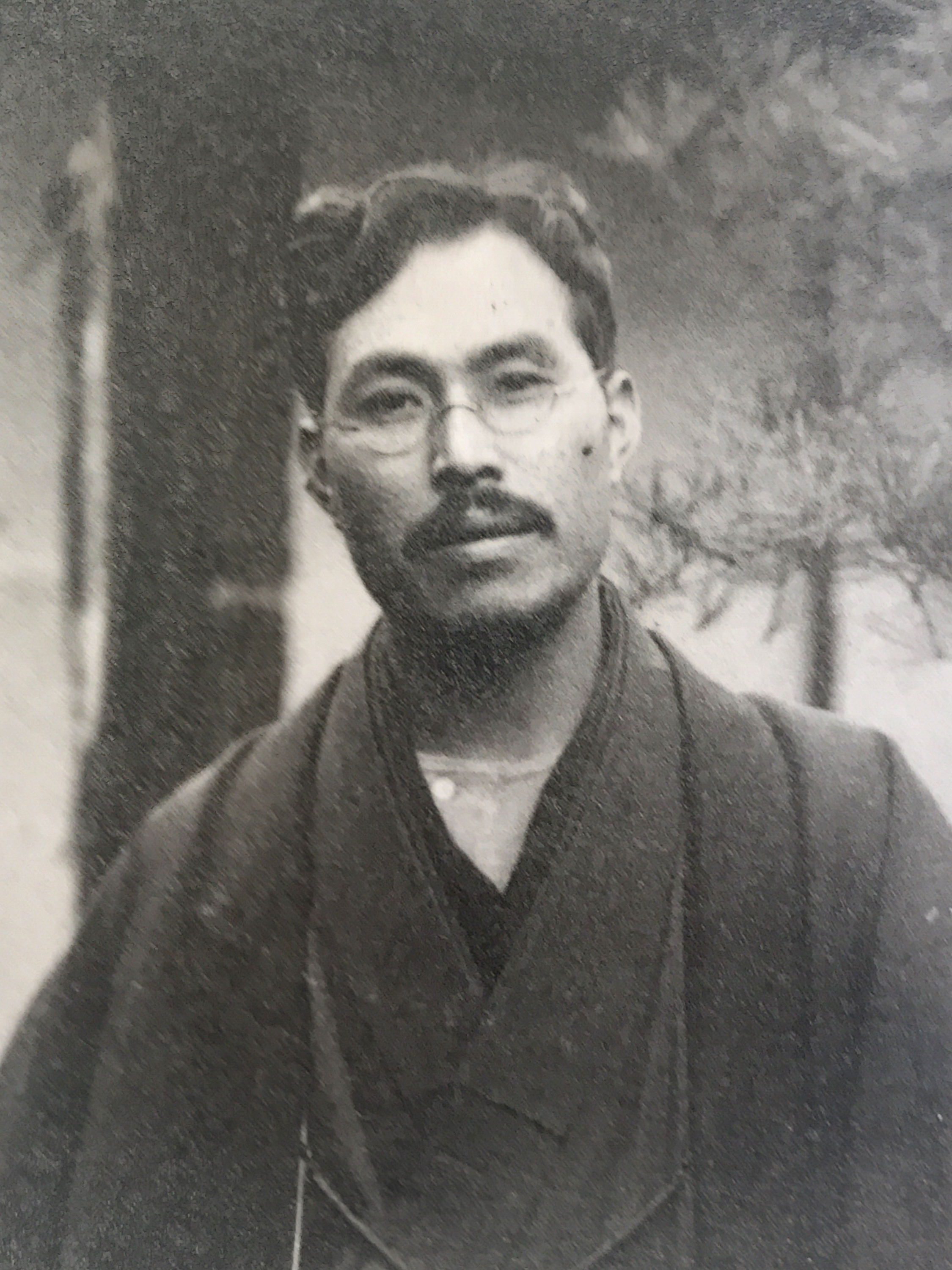
Otake Chikuha

Otake Chikuha (japanisch 尾竹 竹坡 Name in der japanischen Literatur auch Odake; geboren 11. Januar 1878 in Niigata (Präfektur Niigata); gestorben 2. Juni 1936) war ein japanischer Maler der Nihonga-Richtung.

## Leben und Werk
Otake Chikuha ging 1891 mit 14 Jahren auf Rat seines älteren Bruders Etsudō (越堂) nach Toyama und fertigte Bild-Vorlagen für Heilmittel-Reklame an. 1895 stellte er Bilder auf der Ausstellung der „Bijutsu kyōkai“ (美術協会) aus. Ein Jahr später ging er mit seinem jüngeren Bruder Kokkan (国観) nach Tokio und bildete sich unter Kawabata Gyokushō weiter.
1899 schloss sich Otake der Malschule des von Okakura Kakuzō gegründeten „Nihon Bijutsuin“ an. Er wurde sowohl auf den Ausstellungen der „Bijutsu kyōkai“ als auch der „Inten“ mit Preisen ausgezeichnet. Auf der „Naikoku Kangyō Hakurankai“ (内国勧業博覧会) 1903 wurde er für sein Bild „Kentōshi“ (遣唐使) – „Mission zu China der Tang-Zeit“ mit einem Dritten Preis ausgezeichnet.
Als 1907 die erste Ausstellung der „Bunten“-Reihe nahte, schloss er sich der „Kokuga Ōsei-kai“ (国画玉成会) an. Auf der 1. „Bunten“ konnte er dann Bilder zeigen. 1908 entzweite er sich mit Okakura und wurde auf der Liste seiner Anhänger gestrichen. Okada stellte weiter aus, dann auf der „Teiten“, wo er ebenfalls Preise erhielt. 1931 war er auf der  Ausstellung japanische Malerei in Berlin zu sehen.
Bereits 1913 hatte sich die „Hachika-kai“ (八華会) etabliert, in der sich die Schüler von Otake zusammenfanden. Es war die Zeit der „Drei Brüder Otake“ (尾竹三兄弟, Otake Sankyōdai). Beispiele seiner Werke sind „Take-gari“ (茸狩) – „Pilzsuche“, „Otozure“ (おとづれ) – „Kinder führen“, „Mizu“ (水) – „Wasser“, „Gōka“ (豪華) – „Luxus“.
Otakes Stil reicht von der Landschaftsmalerei im Nanga-Stil hin bis zu fast surrealistisch gestalteten Hängerollen.

## Bilder

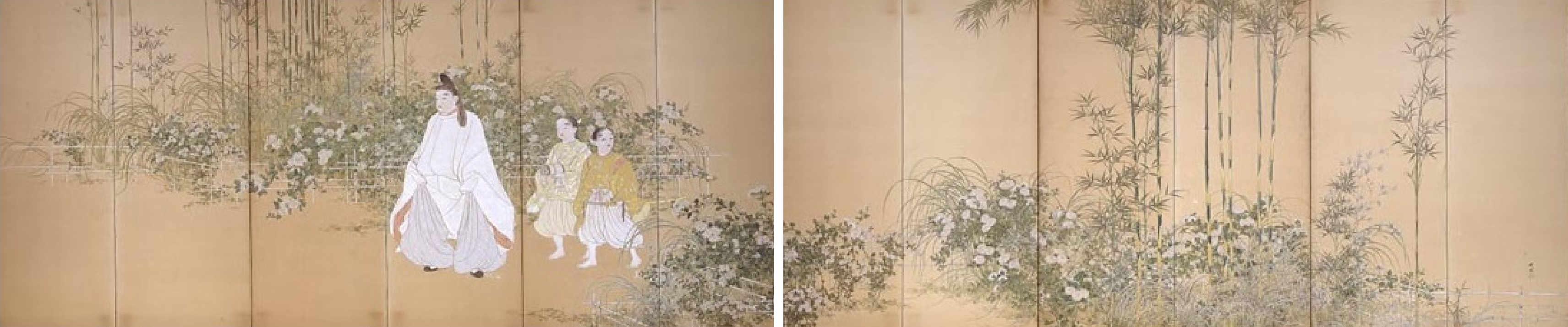
Kinder führen
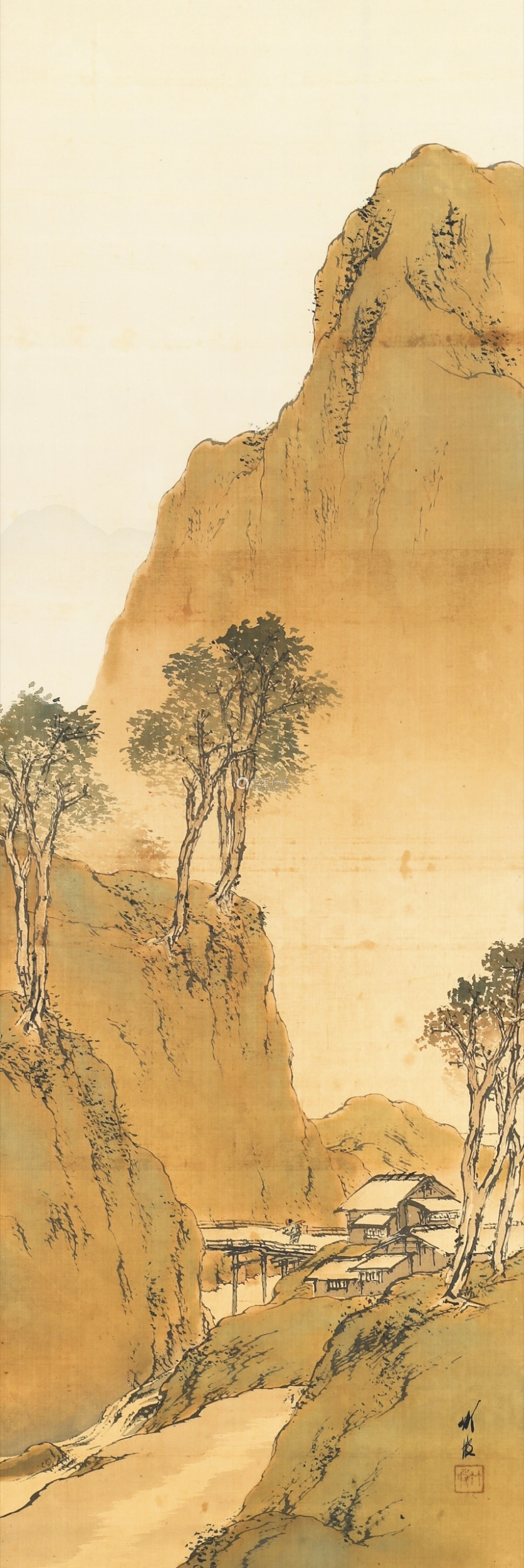
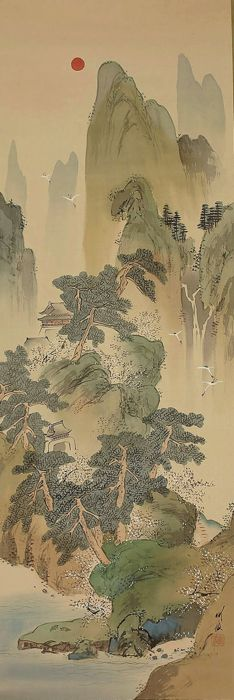
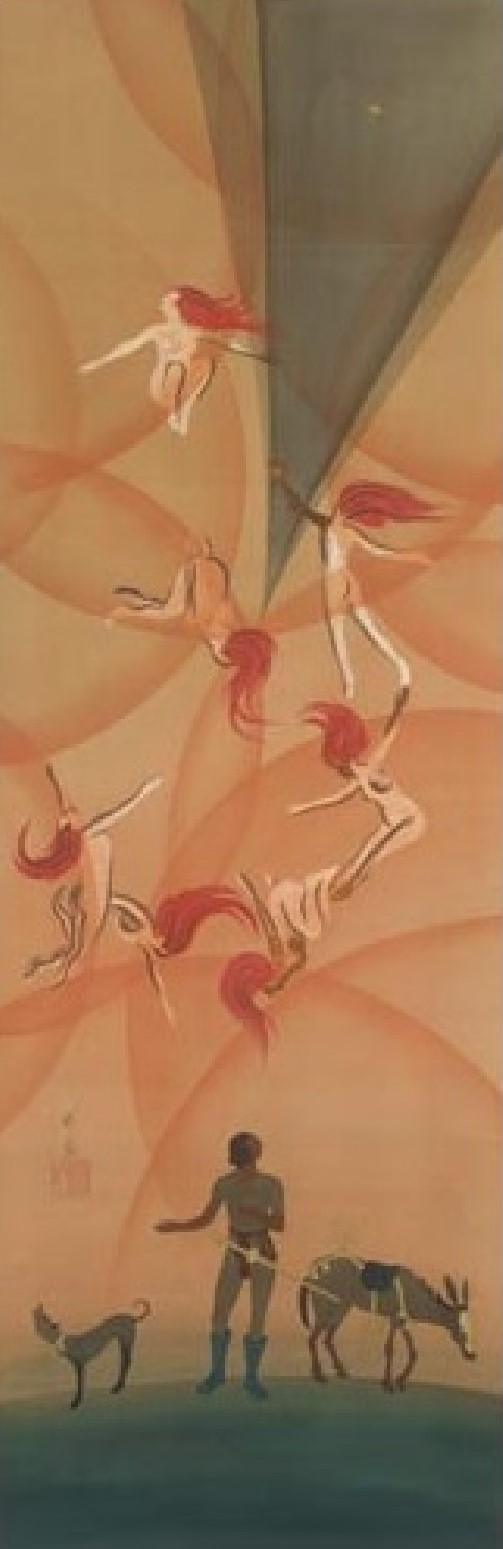
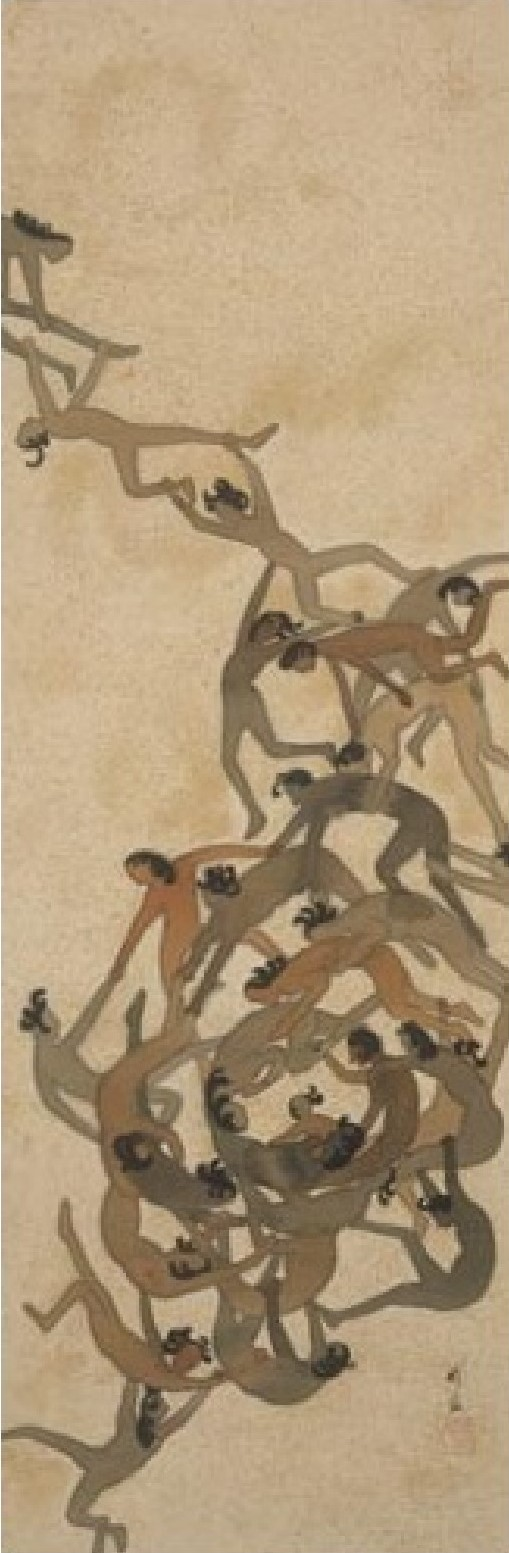

- [1]
- [1]

1. 1 2 3  Im Besitz des Nationalmuseums für moderne Kunst Tokio.